# Rollie Fingers
Roland Glen Fingers (ur. 25 sierpnia 1946) – amerykański baseballista, który występował na pozycji miotacza (relief pitchera) przez 17 sezonów w Major League Baseball.
Fingers po ukończeniu szkoły średniej w 1964 roku podpisał kontrakt z Kansas City Athletics i początkowo grał w klubach farmerskich tego zespołu, między innymi w Birmingham A’s, reprezentującym poziom
Double-A. W MLB zadebiutował 15 września 1968 w meczu przeciwko Detroit Tigers. W sezonach 1972–1974 grał w World Series, w których Athletics pokonali odpowiednio Cincinnati Reds 4:2, New York Mets 4:3 i Los Angeles Dodgers 4:1. W 1973 po raz pierwszy wystąpił w All-Star Game, zaś w 1974 został wybrany najbardziej wartościowym zawodnikiem finałów.
W grudniu 1976 jako wolny agent podpisał kontrakt z San Diego Padres. W sezonach 1977 i 1978 zwyciężał w klasyfikacji pod względem liczby zaliczonych save’ów (35, 37) i otrzymał nagrodę Rolaids Relief Man Award w National League. 8 grudnia 1980 w ramach wymiany zawodników przeszedł do St. Louis Cardinals, zaś cztery dni później został oddany do Milwaukee Brewers.
W skróconym z powodu strajku sezonie 1981 zaliczył najwięcej save’ów w lidze (28) i przy wskaźniku ERA 1,04 został wybrany najbardziej wartościowym zawodnikiem, a także otrzymał nagrody Cy Young Award i Rolaids Relief Man Award. Kontuzja prawego przedramienia odniesiona pod koniec sezonu 1982 wykluczyła go z gry w sezonie następnym. Karierę zakończył w 1985 roku.
W 1992 został uhonorowany członkostwem w Baseball Hall of Fame.
| Nagroda/wyróżnienie                  | Lata                                     | Źródło            |
| MVP American League                  | 1981                                     | [ 1 ]             |
| 7× All-Star                          | 1973, 1974, 1975, 1976, 1978, 1981, 1982 | [ 3 ]             |
| AL Cy Young Award                    | 1981                                     | [ 1 ]             |
| 3× NL Rolaids Relief Man of the Year | 1977, 1978, 1980                         | [ 8 ]             |
| AL Rolaids Relief Man of the Year    | 1981                                     | [ 8 ]             |
| 3× zwycięzca w World Series          | 1972, 1973, 1974                         | [ 5 ] [ 6 ] [ 7 ] |
| World Series MVP                     | 1974                                     | [ 7 ]             |
| Baseball Hall of Fame                | od 1992                                  | [ 10 ]            |
| # 34 zastrzeżony przez Athletics     | 1993                                     | [ 11 ]            |
| # 34 zastrzeżony przez Brewers       | 1992                                     | [ 12 ]            |